# 三葉忠継
三葉 忠継（みつば ただつぐ）は、戦国時代から安土桃山時代にかけての武将。 

## 略歴
島津氏の分家・薩州家5代当主・島津実久の次男として誕生。後に三葉氏を興した。
甥である薩州家7代当主・忠辰が豊臣秀吉の怒りを買い文禄4年（1595年）に改易されると、忠継も連座して所領没収のうえ改易される。三葉氏は忠継の代のみで断絶した。